# Přečerpávací vodní elektrárna Lipno – Dunaj
Přečerpávací vodní elektrárna Lipno – Dunaj je zatím nerealizované vodní dílo, které by využilo blízkosti vodní nádrže Lipno a řeky Dunaj. Malá vzdálenost (asi 30 km) a vysoký rozdíl hladin (přes 400 metrů) tvoří velký energetický a akumulační potenciál na hranicích energetických soustav Bavorska, Rakouska a Česka.
Návrh předpokládá vytvoření podzemního kanálu mezi Vltavou (vodní nádrž Lipno) a Dunajem (nádrž elektrárny Jochenstein nebo alternativní trasa do Aschach an der Donau). V době přebytku elektrické energie by se voda čerpala do nádrže Lipno a v době nedostatku energie by se voda vypouštěla zpět do Dunaje.

## Technické parametry díla
Převýšení mezi nádržemi je 435 metrů (Lipno 725 m n. m., Jochenstein 290 m n. m.). Podzemní tunel má mít průměr 10,5 metru a délku 30 km. V tunelu by byly uloženy i VVN kabely pro podzemní propojení zúčastněných energetických soustav.
Elektrárna má mít čtyři reverzibilní Francisovy turbíny, každou s výkonem 250 MW. Celkový výkon by pak byl 1000 MW. Energetická kapacita horní nádrže by např. při změně hladiny 4,9 cm byla 2600 MWh, což by umožnovalo akumulaci v týdenní periodě (víkendový přebytek výroby energie by se využíval v pracovních dnech).

## Historie plánů
Hlavním propagátorem projektu ve 21. století je Miroslav Cink. První studie byla zpracována už v sedmdesátých letech 20. století na ČVUT. V roce 2016 vypracoval Metrostav expertízu realizovatelnosti.
V roce 2014 se mluvilo o zařazení projektu do investičního plánu pro Evropu, ale nakonec k tomu nedošlo.

## Ostatní hlediska
Voda načerpaná z Dunaje by nemusela být všechna vracena zpět do Dunaje, část by mohla být použita v dobách nedostatku pro zvýšení průtoku Vltavy a tím k udržení její splavnosti v dolním toku. Energetický účinek by i tak částečně zůstal zachován, protože voda by protekla elektrárnami Vltavské kaskády. Vodní dílo by vedlo i ke zlepšení splavnosti Dunaje brzo na jaře, kdy ještě netaje sníh v Alpách, ale Vltava má přebytek jarní vody.
Vodní dílo by svojí činností způsobilo promíchávání vody z Dunaje (střední tok) a Vltavy (horní tok). Realizací díla by došlo k nevratné změně složení vodní fauny a flóry Vltavy.